# Goniatites spirifer
Goniatites spirifer is een uitgestorven ammonietensoort die leefde gedurende het carboon. De wetenschappelijke naam is voor het eerst geldig gepubliceerd door Roemer in 1850. Van Goniatites spirifer zijn de meeste fossielen gevonden uit het geslacht Goniatites

## Kenmerken
Goniatites spirifer kon 40 millimeter groot worden een tot op een omvang van 30 millimeter wist de soort zijn ronde vorm te behouden. De diameter bedraagt dan ongeveer 0,88 millimeter. De zijkant van de schaal is vaak licht afgeplat. De soort heeft een kleine navel die 180 tot 190 ringen van navel tot navel bevat.
De groeilijnen zijn goed ontwikkeld, hebben een sterke venteraalbocht en een matige venteraalsinus. Dichter naar de navel toe beginnen spiralen op de flanken van de schelp qua beeld te domineren over de groeilijnen. In sommige gevallen treedt er insnoering op. De sutuurlijn heeft een externe lob. Deze externe lob heeft dezelfde breedte als de adventieflob welke uitgebogen flanken vertoont. De externe lob daarentegen is Y-vormig geknikt. Het ventrale zadel is zwak asymmetrisch.